# John Anderson (atleta)
John Franklin Anderson (Cincinnati, 4 de julho de 1907 – Oceano Pacífico, 11 de julho de 1948)  foi um atleta e campeão olímpico norte-americano especializado no lançamento de disco.
Enquanto aluno da Universidade de Cornell, ele participou dos Jogos Olímpicos de Amsterdã 1928 ficando em quinto lugar no lançamento de disco. No ciclo olímpico seguinte melhorou suas marcas a ponto de vencer a seletiva americana para Los Angeles 1932 derrotando o recordista mundial Paul Jessup; em Los Angeles conquistou a medalha de ouro com novo recorde olímpico, 49,49 m.
Considerado pelos padrões de Hollywood como tendo uma "deslumbrante beleza masculina", após os Jogos ele foi convidado e aceitou ficar na cidade para tentar uma carreira no cinema e chegou a estrelar filmes menores.  Depois da II Guerra Mundial, onde serviu como tenente da reserva naval, ele ocupou o posto de chefe de navegação de um flotilha de pesca de salmões no Alaska. Numa destas expedições, sofreu uma fulminante hemorragia cerebral quando se encontrava a 1200 km no oceano ao norte do Alaska e morreu instantaneamente aos 41 anos de idade.